# Канада на Зимским олимпијским играма 1988.
Канада је учествовала на петнаестим по реду Зимским олимпијским играма одржаним 1988. године у Калгарију, Канада. То су биле петнаесте Зимске олимпијске игре на којима су учествовали канадски спортисти али овај пут као домаћини. Ово су биле прве Зимске олимпијске игре које су одржане у Канади и уједно друге олимпијске за Канаду. Прве олимпијске игре које су биле одржане у Канади су биле у Монтреалу 1976. године. 
Канада по други пут као домаћин није успела да освоји златну медаљу. Три од пет укупно освојених медаља је освојено у уметничком клизању. Брајану Орсеру је ово била друга сребрна медаља са других олимпијских игара.
Елизабет Менли је успела поред фаворита немице Катарине Вит и американке Деби Томас да освоји сребрну медаљу
Трећа канадска медаља у уметничком клизању је дошла од пара Трејси Вилсон и Роб Макал. Карен Перси је постала прва канађанка после 20 година да освоји две олимпијске медаље на појединачним олимпијским играма. Карен је освојила бронзане медаље у спусту и супер G. За веома мало је испустила и трећу медаљу у комбинацији где је стигла као четврта 
У демо спортовима Канада је успела да освоји веома добре позиције. У керлингу, брзом клизању и слободном скијању, Канада је освојила три прва, шест других и пет трећих места. Наравно медаље из ових спортова се нису рачунале у укупан збир.
Оставши без медаље по трећи пут заредом Канадска хокејашка репрезентација је разочарала Канаду. После 3-1-1 у прелиминарној фази Канада је изгубила од Совјетског Савеза са 5:0. Победе од 8-1 над Немачком и 6-3 над селекцијом Чехословачке су јој донеле четврто место.

### Освојене медаље на ЗОИ
| Освојене медаље канадских спортиста на ЗОИ 1988. |                                |       |        |        |        |
| Спортиста                                        | Спорт                          | Злато | Сребро | Бронза | Укупно |
| Брајан Орсер                                     | Уметничко клизање — мушки      | 0     | 1      | 0      | 1      |
| Елизабет Менли                                   | Уметничко клизање — жене       | 0     | 1      | 0      | 1      |
| Карен Перси                                      | Алпско скијање, спуст — жене   | 0     | 0      | 1      | 1      |
| Карен Перси                                      | Алпско скијање, супер Г — жене | 0     | 0      | 1      | 1      |
| Трејси Вилсон Роберт Макол                       | Уметничко клизање — парови     | 0     | 0      | 1      | 1      |
| Укупно                                           | 4                              | 0     | 2      | 3      | 5      |